# Titanio hesperialis
Titanio hesperialis là một loài bướm đêm trong họ Crambidae.